# Хутір Осов
Хутір Осов (біл. вёска Хутір Осов) — село в складі Борисовського району Мінської області, Білорусь. Село належало Метченській сільській раді, розташоване в східній частині області.